# NGC 6965
NGC 6965 é uma galáxia lenticular (S0) localizada na direcção da constelação de Aquarius. Possui uma declinação de +00° 29' 03" e uma ascensão recta de 20 horas, 47 minutos e 20,5 segundos.
A galáxia NGC 6965 foi descoberta em 27 de Agosto de 1857 por William Parsons.